# Stáčení perihelia Merkuru
Stáčení perihelia Merkuru je označení pro pootáčení eliptické oběžné dráhy planety Merkur vůči Slunci. Perihélium (přísluní) je bod, kde je Merkur nejblíže Slunci a nachází se na průsečíku oběžné dráhy a její velké poloosy, která se pootáčí o přibližně 5600 obloukových vteřin za století ve směru oběhu.
Je způsobeno různými vlivy, z nichž většinu se podařilo vysvětlit už v 19. století pomocí Newtonova gravitačního zákona. Zbývající odchylka byla původně připisována hypotetické planetě Vulkán, ovšem vysvětlena byla až roku 1915 obecnou teorií relativity a stala se prvním z důkazů její platnosti.
| velikost (vteřin/století) | Vliv                                                                    |
| ------------------------- | ----------------------------------------------------------------------- |
| 5025,6                    | Souřadnice (vliv Precese zemské osy na souřadnice – posun jarního bodu) |
| 531,4                     | Gravitační vlivy ostatních planet                                       |
| 0,0254                    | Zploštění Slunce                                                        |
| 42,98±0,04                | Gravitační deformace prostoru (Obecná teorie relativity)                |
| 5599,99                   | Celkem                                                                  |
| 5599,7                    | Naměřeno                                                                |

## Historie vědeckého problému
Otázku nastolil v roce 1859 francouzský matematik a astronom Urbain Le Verrier, kdy prezentoval v pařížské Akademii věd, že teoretická vypočtená hodnota stáčení perihelia se liší o 38 úhlových vteřin za století oproti hodnotě zjištěná pozorováním. V roce 1882 propočet upřesnil na 43 vteřin kanadsko-americký matematik a astronom Simon Newcomb.
Le Verrier přišel s hypotézou, že odchylka je způsobena gravitací dosud neobjevené planety pojmenované Vulkán, která se měla nacházet blíže Slunci než Merkur. Le Verrier se proslavil hypotézou existence osmé planety na opačném konci Sluneční soustavy, kterou vysvětloval rozdíl mezi vypočteným a pozorovaným pohybem planety Uran. Planeta Neptun byla skutečně na základě jeho výpočtů v roce 1846 objevena. V případě Vulkánu však pozorování existenci planety vyloučilo.
Objevily se další hypotézy, např. o zploštělosti Slunce, jiné hmotnosti planety Venuše nebo potřebě nepatrně korigovat zákony newtonovské mechaniky. Žádná uspokojivá teorie se však nenašla a otázka zůstávala víc než 50 let nezodpovězena.

## Vysvětlení pomocí obecné teorie relativity
Podle Einsteina lze precesi vlivem gravitačního působení spočíst podle vzorce (který díky několika svým chybám odvodil již roku 1898 Paul Gerber)
{\displaystyle \alpha ={\frac {24\pi ^{3}a^{2}}{T^{2}c^{2}(1-\varepsilon ^{2})}}}
Kde:
- {\displaystyle \alpha } – odchylka vzniklá za jeden oběh (rad)
- a – délka velké poloosy dráhy (m)
- T – doba oběhu (s)
- c – rychlost světla
- ε – číselná excentricita dráhy (e/a, bezrozměrná)

Pro Merkur Einstein spočítal toto stáčení 0,1038" (úhlové vteřiny), což při 415 obězích za století činí 43,03", což je ve velmi dobré shodě s naměřenými daty. V různé míře dochází ke stáčení velkých poloos všech těles, obíhajících kolem jiných těles po excentrické dráze. Z planet Sluneční soustavy je tento efekt nejvýraznější především díky krátké oběžné dráze právě u Merkuru, proto byl objeven jako první. Venuše má relativistickou odchylku přibližně poloviční, což při cca 163 obězích vytvoří odchylku jen cca 8,6" za století.
Vysvětlení stáčení perihelia Merkuru bylo prvním Einsteinem navrženým testem platnosti obecné teorii relativity. Avšak teprve druhý úspěšný test, pozorování předpovězeného ohybu světla Dysonem a Eddingtonem při zatmění slunce roku 1919, se stal uznávaným důkazem pro Einsteinovu teorii a získal mu světovou proslulost. Platnost teorie relativity je od té doby stále (úspěšně) ověřována, protože nalezení odchylky od teorie by otevřelo cestu k jejímu nahrazení kvantovou teorií gravitace, která by gravitaci popisovala tak jako ostatní interakce pomocí interaktivní částice gravitonu.